# Virginia Slims of Jacksonville 1973
Il Virginia Slims of Jacksonville 1973 è stato un torneo di tennis giocato sulla terra rossa. È stata la 2ª edizione del torneo, che fa del Virginia Slims Circuit 1973. Si è giocato a Jacksonville negli USA dal 16 al 22 aprile 1973.

## Campionesse

### Singolare
Margaret Smith Court ha battuto in finale  Rosie Casals con il punteggio di 5–7, 6–3, 6–1

### Doppio
Rosie Casals /  Billie Jean King hanno battuto in finale  Françoise Dürr /  Betty Stöve con il punteggio di 7–6, 5–7, 6–3